# Steinbreiten
Steinbreiten ist ein Ortsteil des niederbayerischen Marktes Ruhmannsfelden im Landkreis Regen.

## Geographie
Die Einöde liegt etwa zwei Kilometer südlich des Hauptortes an der Verbindungsstraße zwischen Ruhmannsfelden und Gotteszell.